# ترکمن‌قلعه
ترکمن‌قلعه (به ترکمنی: Türkmengala، توٚرکمن‌قالا) یک منطقهٔ مسکونی در ترکمنستان است که در استان مرو واقع شده‌است.

## ریشه واژه
آتانیازوف بر این باور است که این شهرک به دلیل نبردهای پرشمار میان قبایل ترکمن از یک سو و قبیله کجار (قزل‌باش) از سوی دیگر نام «ترکمن‌قلعه» را در سده ۱۷ یا ۱۸ میلادی دریافت کرده است.

## ترابری
ترکمن‌قلعه در بزرگراه P-25 جای دارد که بایرامعلی و یولوتن را به هم متصل می‌کند.